# János Gálicz
János Gálicz (ps. Generał Gal, ur. 1890 w Tótkomlós, zm. 20 października 1939 w Moskwie) – radziecki wojskowy pochodzenia węgierskiego, pułkownik, uczestnik hiszpańskiej wojny domowej walczący po stronie republikańskiej.

## Życiorys
Podczas I wojny światowej jako żołnierz armii austro-węgierskiej dostał się do rosyjskiej niewoli. Po zwolnieniu brał udział w rosyjskiej wojnie domowej. Następnie wstąpił do Akademii Wojskowej im. Michaiła Frunzego w Moskwie. W 1936 w randze pułkownika został wysłany do Hiszpanii, by wzmocnić korpus oficerski Brygad Międzynarodowych, walczących w obronie Republiki.
W czasie bitwy pod Brunette dowodził XV Brygadą Międzynarodową. Po zakończeniu wojny w Hiszpanii wyjechał do Związku Radzieckiego, gdzie padł ofiarą czystek stalinowskich.